# Tommy Svensson
Leif Tommy Svensson, detto Tommy (Växjö, 4 marzo 1945), è un allenatore di calcio ed ex calciatore svedese, di ruolo centrocampista.

## Carriera

### Club
Dopo aver debuttato con la prima squadra dell'Öster all'età di 16 anni, si è messo in mostra a livello nazionale tanto da vincere il Guldbollen 1969, premio riservato al miglior giocatore svedese dell'anno. Al termine della stagione precedente, nel 1968, Svensson aveva fatto parte della squadra in grado di vincere sorprendentemente il titolo nazionale da debuttante al suo primo campionato di Allsvenskan.
Tra il 1971 e il 1973 ha vissuto la sua unica parentesi da calciatore in un campionato estero, con il passaggio ai belgi dello Standard Liegi.
Tornato all'Öster, ha posto fine alla sua carriera dopo essersi infortunato al tendine di Achille in una partita di Coppa UEFA dell'ottobre 1977.

### Allenatore
Appese le scarpe al chiodo, per sette anni ha ricoperto il ruolo di dirigente dell'Öster. Dal 1985 al 1986 è stato allenatore del club dilettantistico dell'Alvesta GIF, poi a partire dal 1988 è diventato il nuovo tecnico dei norvegesi del Tromsø.
A partire dal 1991 è stato il CT della Svezia, che ha condotto alla medaglia di bronzo in occasione dei mondiali di USA '94. Ha lasciato quest'incarico nel 1997, dopo la mancata qualificazione per i mondiali 1998.
Nel 2001 è tornato per un breve periodo alla guida del Tromsø.

## Palmarès

### Giocatore

#### Competizioni nazionali
- Allsvenskan: 1

Öster: 1968
- Svenska Cupen: 1

Öster: 1976-1977